# تتا ماهی
تتا ماهی یک ستاره است که در صورت فلکی ماهی قرار دارد.